# Carcinoma bronchioloalveolare
Il carcinoma bronchioloalveolare (termine attualmente non più utilizzato ed utilizzabile in ambiente medico-scientifico) è un tumore maligno del polmone considerato sottotipo istologico dell'adenocarcinoma polmonare.

## Classificazione
Il carcinoma bronchioloalveolare rientra nel gruppo dei carcinomi polmonari non a piccole cellule; in particolare, viene considerato come una variante dell'adenocarcinoma polmonare.

## Epidemiologia
Il carcinoma bronchioloalveolare rappresenta l'1-9% di tutte le neoplasie polmonari, colpisce principalmente soggetti di sesso femminile e non è considerato fumo correlato.

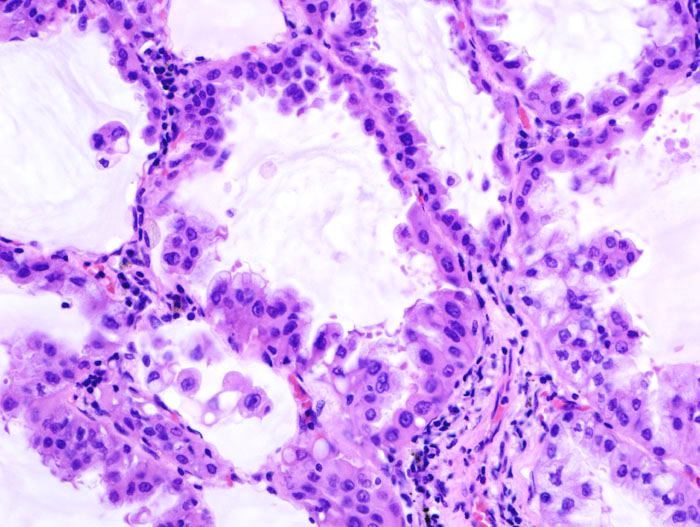
Biopsia di carcinoma bronchioloalveolare. Si noti la presenza di cellule atipiche che tappezzano le pareti alveolari rispettandone la struttura.

## Anatomia patologica
Macroscopicamente questa forma di tumore colpisce preferenzialmente le zone periferiche mantellari e subpleuriche del polmone. Può presentarsi come un singolo nodulo o come formazione nodulare confluente di colore bianco-grigiastro simile ad una polmonite lobare. A causa del coinvolgimento periferico, il riscontro di atelettasia è poco frequente. Microscopicamente, il carcinoma bronchioloalveolare è caratterizzato da un quadro che somiglia alla iperplasia adenomatosa atipica, con crescita cellulare lungo le pareti alveolare. In particolare, il tumore tappezza i setti alveolari rispettando la normale architettura istologica, risultando non strettamente invasivo. Vengono distinti 2 sottotipi istologici, muciparo e non muciparo. Questi ultimi tendono a metastatizzare raramente per via aerogena e possono essere resecati radicalmente con la terapia chirurgica.

## Profilo clinico
Il carcinoma bronchioloalveolare è spesso asintomatico e può presentarsi con tosse su base linfangitica e dolore pleurico in virtù della preferenziale localizzazione periferica; tuttavia il decorso clinico è spesso indolente. Una grave broncorrea e l'insufficienza respiratoria possono aggravare il quadro clinico.

## Diagnosi
La radiografia del torace mostra un addensamento polmonare simile ad un quadro polmonitico; la TAC può dare informazioni sulla sede e sull'estensione alle strutture viciniori. La PET è caratteristicamente negativa. La biopsia rappresenta il presidio fondamentale per la diagnosi di carcinoma bronchiolo alveolare.

## Terapia
La resezione chirurgica rappresenta una valida terapia per il carcinoma bronchioloalveolare non muciparo e rappresenta la terapia di elezione di tutte le forme localmente avanzate. La chemioterapia può essere utile nelle forme più avanzate e nelle recidive. Le ultime acquisizioni hanno tuttavia suggerito una terapia con anticorpi diretti contro i recettori tirosin-chinasici ove la neoplasia presenti questi bersagli molecolari all'immunoistochimica.